# USS 디케이터 (DDG-73)

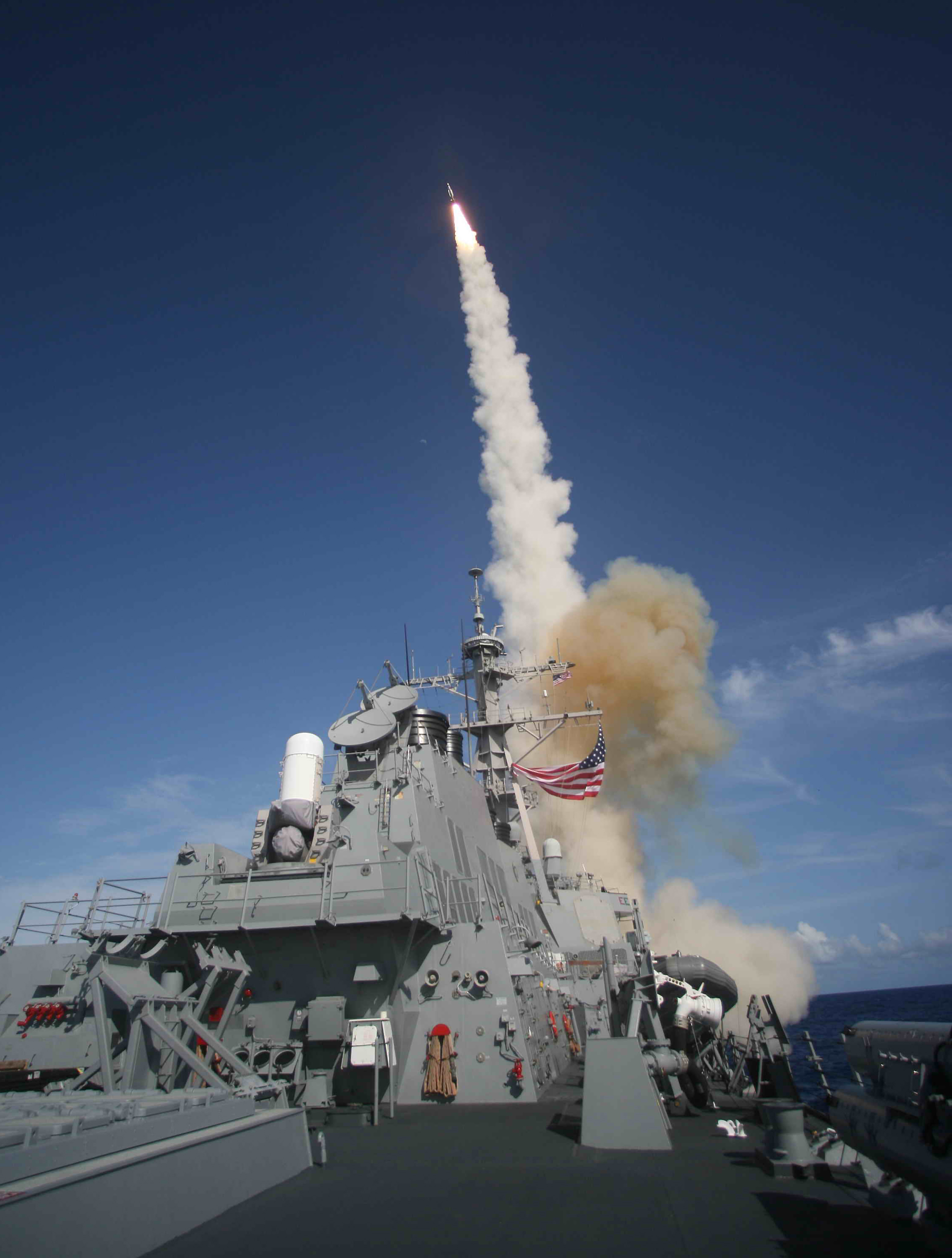
2007년 SM-3를 발사중인 디케이터함

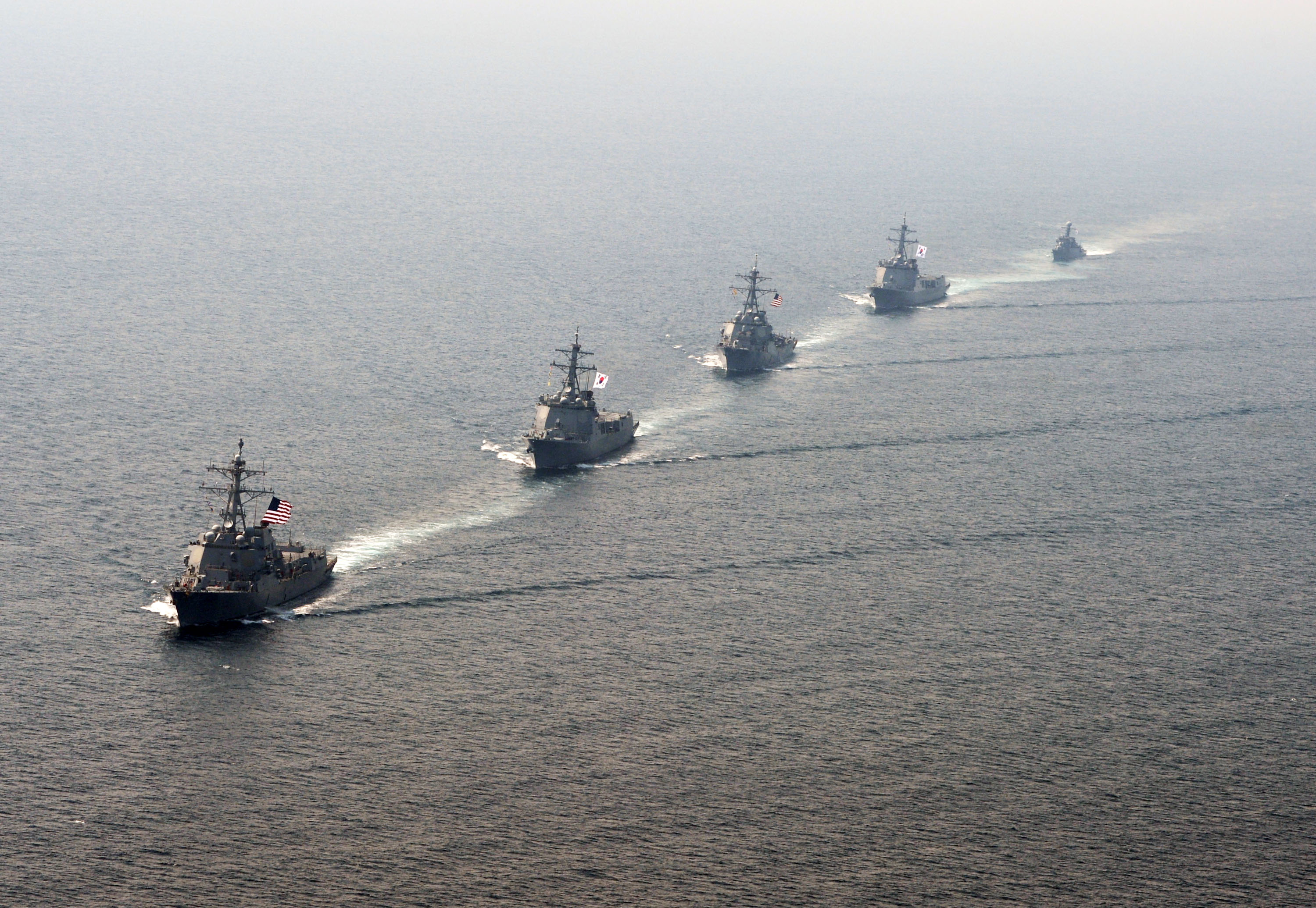
2016년 한미연합훈련 중인 디케이터함

USS 디케이터 (DDG-73)는 미국 해군의 알레이 버크급 이지스 구축함이다. 동급의 23번째 함이다.

## 역사
스티븐 디케이터 제독의 이름을 땄다.
2018년 9월 30일, 남중국해에서 항행의 자유 작전을 수행하다가, 영유권을 주장하며 추격해 온 중국 DDG-170 란저우 구축함과 부딪힐 뻔 했다. 불과 41 m 거리까지 접근해왔다. 디케이터함은 스프래틀리 군도 해역을 10시간 동안 항행하면서 중국이 점유 중인 전초기지인 게이븐 암초(중국명 난쉰자오<南薰礁>)와 존슨 암초(중국명 츠과자오<赤瓜礁>)의 12해리(약 22km) 이내 해역을 근접해 지나고 있었다. 중국은 영유권을 주장해 국제법상 영해인 12해리 안에서의 외국군함 항행을 금지한다. 미국은 중국 영토가 아니라고 주장한다. 스프래틀리 군도 분쟁 참조.